# انتخابات محلی اندونزی (۲۰۱۸)

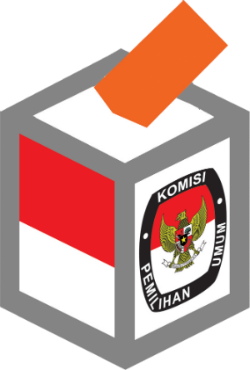
لوگوی انتخابات

انتخابات محلی اندونزی (۲۰۱۸) (انگلیسی: Indonesian local elections, 2018)؛ (زبان اندونزیایی): Pemilihan Kepala Daerah/Pilkada) در ۲۷ ژوئن ۲۰۱۸ در اندونزی برگزار شد.
در انتخابات محلی ۱۷ فرماندار، ۳۹ شهردار و ۱۱۵ بخشدار در سراسر کشور انتخاب می‌شوند. این انتخابات شامل انتخابات استانداران چهار استان پرجمعیت اندونزی: شامل جاوه غرب، جاوه شرقی، جاوه مرکزی و سوماترا شمالی است.
همانند سایر انتخابات محلی در اندونزی (به استثنای جاکارتا)، انتخابات بر اساس نظام پیشین از اکثریت آرا پیروی می‌کند و در آن نامزدهایی که بیشترین آرا صندوق را کسب کنند حتی اگر کمتر از ۵۰ درصد آرا را داشته باشند انتخاب می‌شوند.

## تاریخچه
انتخابات محلی هم‌زمان در (همه‌پرسی «پیلکادا») برای اولین بار در سال ۲۰۱۵ در اندونزی برگزار شد. انتخابات بعدی در سال ۲۰۱۷ بود و انتخابات ۲۰۱۸ سومین انتخابات محلی بود که به‌طور سراسری برگزار شد. مجموعه بعدی انتخابات محلی در سال ۲۰۲۰ و سال ۲۰۲۴ برگزار خواهد شد که یکی از آن‌ها هم‌زمان با انتخابات ریاست جمهوری و مجلس است. همچنین برنامه‌ریزی شده‌است که دفاتر محلی با انتخابات سال ۲۰۱۷ و ۲۰۱۸ که توسط مقامات رسمی تعیین شده در پایان دوره پنج سالهٔ خود تا انتخابات سال ۲۰۲۴ در این انتخابات حضور یابند.
درسه استان پرجمعیت اندونزی شامل (جاوه غربی، جاوه شرقی و جاوه مرکزی) ۴۸ درصد از رای‌دهندگان سال ۲۰۱۴ از این سه استان بوده‌است، در مجموع این انتخابات ۳۱ استان را پوشش می‌دهد. تقریباً ۱۶۰ میلیون نفراز جمعیت ۲۶۰ میلیونی شهروندان اندونزی واجد شرایط رای دادن در این انتخابات هستند. بعضی از ناظران نیز این انتخابات را مشابه انتخابات ۲۰۱۷، به ویژه انتخابات جاکارتا توصیف کرده‌اند.